# 魔龍戦紀
『魔龍戦紀』（まりゅうせんき）は、AICの制作によるOVA。

## 概要
1986年7月28日に発売された『Call Me トゥナイト』や1987年1月28日に発売された『学園特捜ヒカルオン』と同様、バンダイのネットワークフロンティア事業部（後年におけるバンダイビジュアル）の青年向けレーベル「C.MOON」による製作作品である。それらに共通する美少女の要素に、本作では陰陽道の要素やスプラッターの要素が組み合わされている。しかし、第2巻以降は諸事情による制作遅延を経て、当初の予定より大幅に遅れて発売された。また、作画の下請けも同巻以降で日本国外への配分が増えた結果、映像のクオリティは大幅に落ちている。
アニメ監督の川尻善昭は、本作を見てキャラクターデザイン・作画監督の恩田尚之の手腕を高く評価し、自分が監督する1988年のOVA『魔界都市〈新宿〉』の作画監督を依頼したという。

## ストーリー
天朝の時代。鬼道を用いて影から政治を司った鬼道衆は、その力を恐れる殿上人たちによって道祖が殺され、一族は追放されてしまった。
数百年後。鬼道衆は道祖を復活させるために四聖獣を現世に召喚しようと目論むが、そのことを察知した玄道法師によって頭目の千代妓敏朗は殺され、四聖獣のうち三体の気は三方に消え去ってしまう。
18年後の1989年の東京。敏朗の後を継いだ千代妓美鬼は、聖獣の気を持つ比勇恭一と村瀬詩穂を見つけて気を奪おうとしたところを、再び玄道法師に妨害される。玄道法師は詩穂と共に行方不明となった恭一を探すが、彼は聖獣としての覚醒により、自我を失いかけていた。そこに玄道法師の同門の綾羅と錦繍が駆け付けて恭一を抑え込む一方、その隙を突いた美鬼は詩穂をさらって捕らえる。道祖の復活と詩穂を取り戻すため、玄道法師・綾羅・錦繍・恭一は美鬼のいる鬼道大社に乗り込む。

## 登場人物
比勇 恭一（ひゆう きょういち）
声 - 玄田哲章
陶芸家。白虎の気の持ち主。詩穂と美鬼とは天朝の時代から因縁があり、転生のたびに詩穂を守るため、美鬼と闘ってきた。美鬼との闘いで瀕死の重傷を負い、来世での詩穂との再会を誓って息絶える。
千代妓 美鬼（ちよえ みき）
声 - 池田秀一
青竜の気の持ち主。敏朗（声 - 石塚運昇）の後を継ぎ鬼道衆の頭目になる。詩穂を自分のものにするため、恭一と対決する。詩穂の魂を取り込み恭一を追い詰めるが、詩穂の魂の自滅に巻き込まれ、消滅する。
村瀬 詩穂（むらせ しほ）
声 - 玉川砂記子
女子高生。朱雀の気の持ち主。美鬼に捕えられて魂を奪われるが、恭一と美鬼の闘いを終わらせるため、美鬼を道連れに魂を消滅させる。
玄道（げんどう）
声 - 大塚周夫
密教僧で、恭一の育ての親。玄武の気の持ち主。道祖の復活を阻止するために鬼道衆を追っている。実は18年前の敏朗との闘いで死んでおり、美鬼が聖獣の気を探させるために魂を与えて生き永らえさせていたが、本人はそのことを自覚しておらず、全ての気が揃った際に美鬼に魂を取り上げられて消滅する。
綾羅（りょうら）
声 - 海津亮介
密教僧。道祖復活を阻止するため、座主の命令で玄道に合流する。たまきを倒した後、鬼道大社の崩壊に巻き込まれる。
錦繍（きんしゅう）
声 - 関俊彦
密教僧。道祖復活を阻止するため、座主の命令で玄道に合流する。たまきに捕まり人質になるが、綾羅に自分ごとたまきを殺させる。
里椋（むくり）
声 - 森功至
鬼道衆の一味。玄道に殺された榊（声 - 小関一）の後任として若頭になる。美鬼によって幼獣にされ、鬼道大社で玄道を襲うが、返り討ちに遭って死亡する。
たまき
声 - 鵜飼るみ子
鬼道衆の一味。美鬼に仕える女官。幼獣に姿を変えることができる。鬼道大社で錦繍を人質に綾羅を襲うが、殺される。

## スタッフ
- 企画・制作 - 三浦亨
- プロデューサー - 内山秀二、浅賀孝郎
- 原作・監督・モンスターデザイン - 大上浩明
- キャラクターデザイン・作画監督 - 恩田尚之
- 色指定・セル検査 - 中山久美子
- 特効 - 榊原豊彦
- 美術監督 - 南郷洋一
- 音響効果 - 伊藤道広（第1話 - 第2話）、庄司雅弘（第3話）
- 音響制作 - 中野徹
- 音楽 - 山中紀昌（第2話 - 第3話）、伊藤信雄（第3話）
- 音楽プロデューサー - 早川治久（第2話 - 第3話）
- 編集 - 掛須秀一、石田悟（第1話）、磯部文弘（第1話）、牧岡栄吾（第2話 - 第3話）
- アニメーション制作 - AIC
- 製作 - ネットワーク（第1話）、AIC（第1話）、バンダイビジュアル（第2話 - 第3話）

## イメージソング
「HEART-BREAK症候群」
作詞 - 小林まさみ / 作曲 - 山崎一修 / 編曲 - 山中宣政 / 歌 - 小野由美

## 各話リスト
| 話数  | サブタイトル | 脚本               | 絵コンテ                              | 演出     | 撮影監督 | 音響監督   | VHS発売日     |
| ----- | ------------ | ------------------ | ------------------------------------- | -------- | -------- | ---------- | ------------- |
| 第1話 | 魔龍戦紀     | わたなべぢゅんいち | 大上浩明 岡本達也                     | 岡本達也 | 新井隆文 | 福永莞爾   | 1987年3月5日  |
| 第2話 | 魔龍變生     | 会川昇             | 大上浩明、岡本達也 向後知一、西森明良 | 向後知一 | 高橋明彦 | 山崎あきら | 1989年1月25日 |
| 第3話 | 魔龍神伝     | 大上浩明           | 大上浩明 岡本達也                     | 桜井利之 | 小西一廣 | 山崎あきら | 1989年7月25日 |

## 漫画
『魔龍戦紀 1』（SPコミックス 恐怖の館コミックシリーズ）のタイトルで、1994年6月16日にリイド社から発売された。原作は大上浩明、作画は高群保。ISBN 4845811251
タイトルの通り第1話のコミカライズであるが、第2話以降の分は原作の制作遅延もあって発売されなかった。